# Maro Ajemian

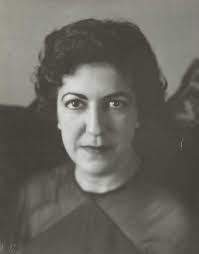
Maro Ajemian (Ende der 1950er Jahre)

Maro Ajemian (* 9. Juli 1921 in Genf, Schweiz; † 18. September 1978 in den USA) war eine amerikanische Pianistin armenischer Herkunft. Sie war Mitte des 20. Jahrhunderts eine wichtige Verfechterin der zeitgenössischen Musik, nicht nur als Solistin, sondern auch zusammen mit ihrer Schwester der Violinistin Anahid Ajemian.

## Leben
Ajemian wurde in der Schweiz als Kind armenischer Eltern geboren und zog 1922 mit ihrer Familie nach New York.  Sie wurde am Lincoln School of Teachers College der Columbia University, am Institute of Musical Arts und an der Juilliard School ausgebildet, wobei ihr Klavierstudium hauptsächlich bei Carl Friedberg erfolgte. Bereits 1927 war sie Gewinnerin der Distinguished Talent Medal beim Interborough-Wettbewerb der New York Music Week Association in der Carnegie Hall und ihr offizielles Konzertdebüt fand 1940 im New Yorker Rathaus statt. Sie wurde als zeitgenössische Pianistin bekannt, nachdem sie in den USA das Klavierkonzert von Aram Chatschaturjan uraufgeführt hatte. Während ihres gesamten Lebens spielte sie zeitgenössische amerikanische Komponisten wie Alan Hovhaness, John Cage, Richard Yardumian und Ben Weber. In New York lernte die Pianistin Grete Sultan bei ihr die Kompositionen von John Cage kennen, dem sie erst 1946 persönlich begegnete. Cage widmete Ajemian die Komposition "Sonatas and Interludes", die sie bereits 1946 aufführte und die 1951 auf drei Dial-LPs veröffentlicht wurden. Diese Alben trugen dazu bei, Cages Ruf in seriösen Musikkreisen zu stärken und begründeten die Vermarktbarkeit zeitgenössischer Musik im damals neuen LP-Format. 1965 wurde diese Aufnahme erneut als Single-LP veröffentlicht. Obwohl nur relativ wenige ihrer Aufnahmen erschienen sind, war sie eine produktive Aufnahmekünstlerin, die für Folkways Records und am häufigsten für MGM Records aufnahm. Zusätzlich zu den oben genannten Komponisten nahm sie Musik auch von Ernest Bloch, Carlos Surinach, Carlos Chávez, Silvestre Revueltas, Gunther Schuller auf, von denen viele Erstaufnahmen waren.

## Diskografie (Auswahl)
- 1950: Sonata for Two Pianos and Percussion, Béla Bartók
- 1951: Sonatas and Interludes for Prepared Piano, John Cage
- 1952: Set of Five / Kirghiz Suite / Sonata No. 4, Alan Hovhaness, Charles Ives, Henry Cowell
- 1954: Suite for Violin, Piano and Small Orchestra / Symphony on Poem, Ben Weber, William Blake, Lou Harrison
- 1957: Persian Set / Suite for Violin, Piano, & Small Orchestra, Lou Harrison, Henry Cowell
- 1957: Ten Songs From the Hebrew / Upon Enchanted Ground / Suite for Violin, Piano and Percussion piano, Alan Hovhaness, Stefan Wolpe
- 1967: 2nd String Quartet / "Lousadzak": Concerto No. 1 for Piano & String Orchestra piano, Alan Hovhaness, Charles Ives
- 1976: Sonatas and Interludes for Prepared Piano; A Book of Music for Two Prepared Pianos prepared piano, John Cage
- 1991: Works for Piano, Toy Piano & Prepared Piano, Vol. III, John Cage